# Вітгенштейн Петро Християнович
Граф Петро Християнович Вітгенштейн (Князь Людвіг Адольф Петер цу Зайн-Віттгенштайн-Берлебург-Людвігсбург) (рос. Пётр Христианович Витгенштейн, нім. Ludwig Adolf Peter Fürst zu Sayn-Wittgenstein-Berleburg-Ludwigsburg; 25 грудня 1768 (5 січня 1769) — 30 травня (11 червня) 1843, Львів) — російський воєначальник німецького походження, генерал-фельдмаршал (1826) російської армії, граф, світліший князь (з 1834). Учасник Наполеонівських воєн, у квітні-травні 1813 року — головнокомандувач російсько-прусської армії у Німеччині. На початку російсько-турецької війни 1828—1829 років — головнокомандувач російської армії.

## Біографія

### Служба
Батько його походженням з сімейства правителів графства Сайн-Вітгенштейна, вступив на російську службу за царювання Єлизавети Петрівни, був генералом російської служби. Вітгенштейн народився 5 січня 1769 (25 грудня 1768 по старому стилю) в Україні в Переяславі (за іншими даними — в Ніжині Чернігівської губернії). Службу почав підлітком. У 1781 році зарахований сержантом у Лейб-гвардії Семенівський полк. Брав участь у Польській кампанії (придушенні Повстання Костюшка 1794-го) під командуванням О. В. Суворова, брав участь в штурмі Праги.
Під час царювання імператора Павла I впав у немилість і був звільнений з армії.
Зі сходженням на престол Олександра I повернувся в стрій.
У війні з Польщею (1794-95) командував ескадроном, у 1799 командував Охтирським гусарським полком, у  війнах проти Франції у 1805,  1806–1807 — гусарським полком. У  франко-російську війну 1812 командував 1-м піхотним корпусом, який прикривав Петербург і під час відступу наполеонівської армії розбив французів біля Чашників. Але в подальшому проявив нерішучість і не зумів повністю виконати поставлене фельдмаршалом М. І. Кутузовим завдання — висунутися до річки  Березини і спільно з армією адмірала П. В. Чичагова перегородити шлях наполеонівським військам, що відступали. В кінці 1812 — на початку 1813 року керував бойовими діями російських військ у  Східній Пруссії.
У 1813 році — після смерті М. І. Кутузова — головнокомандувач об'єднаними російсько-пруськими військами. Не впорався з керуванням великими силами, програв битви під Лютценом і Бауценом, за що був усунений від командування і 17 (29) травня замінений М. Б. Барклаем-де-Толлі. Під час кампанії 1813—1814 командував корпусом, з 1818 року — 2–ю армією.
У 1826 році возведений новим імператором Миколою I в чин генерал-фельдмаршала.
На початку російсько-турецької війни 1828—1829 — головнокомандувач російською армією. Війна йшла вдало для  Росії, але на початку 1829 року Вітгенштейн виклопотав звільнення через стан здоров'я.

### У відставці
У лютому 1829 вийшов у відставку. Жив у своєму маєтку Кам'янка Подільської губернії.Петро Вітгенштейн, вирішивши використати винятково сприятливі умови місцевості, посадив тут виноградники. Він доставив до Кам'янки з  Німеччини та Франції лози найкращого винограду: Піно, Мускат, Чауш, Шасла, Альварна та інші. Також він запросив в наш край з Німеччини потомствених виноградарів, яких і поселив на придністровських землях.
У 1834 році  прусський король вивів його в гідність потомственого ясновельможного князя.
11 червня 1843 року по дорозі на лікування на мінеральні води Вітгенштейн помер у  Львові. Похований у маєтку Кам'янка Ольгопольського повіту Подільської губернії. За деякими даними, похований в католицькій каплиці святої Стефаниди,
побудованої в 1834 році за проектом  Олександра Брюллова, як родинна усипальня Вітгенштейнів. Каплиця знаходиться в Дружноселье неподалеку від  Гатчини.

## Нагороди

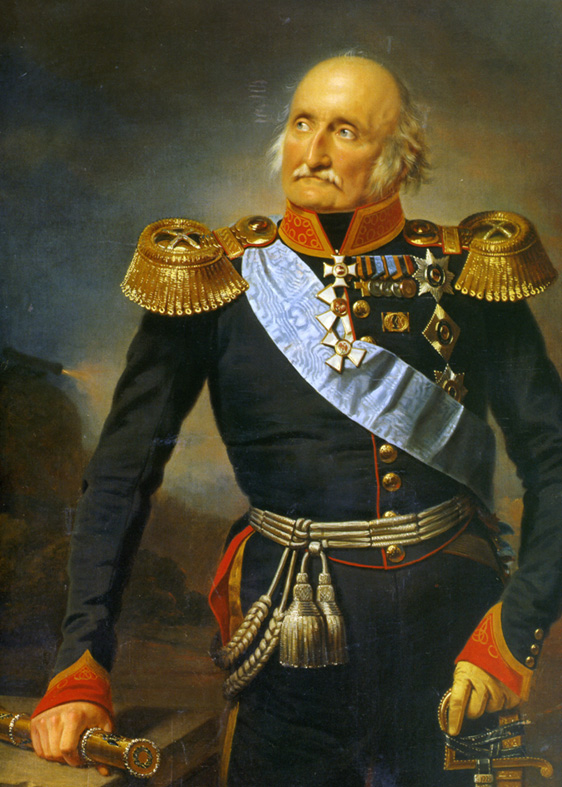
Портрет Вітгенштейна П. Х. Франс Крюгер. 1853 рік.

### Російська імперія
Орден Святого Георгія:
- 4 ступеня — 1 січня 1795 року
- 3 ступеня — 12 січня 1806 року
- 2 ступеня — 25 липня 1812 року

Орден Святого Володимира:
- 3 ступеня — 29 вересня 1807 року
- 1 ступеня — 16 листопада 1812 року

Орден Святої Анни:
- 3 ступеня — 7 лютого 1798 року
- 1 ступеня — 12 січня 1806 року

Орден Святого Олександра Невського:
- 26 серпня 1812 року (Бородинська битва)
- з діамантами 28 березня 1813 року

Орден Святого апостола Андрія Первозванного:
- 20 травня 1813 року
- з діамантами — 9 червня 1828 року

- Золота шабля з діамантами «За хоробрість» — 1807 рік
- Золота шпага з діамантами і лаврами «За хоробрість» — 1812 рік
- Золота шпага з діамантами і лаврами «За хоробрість» — 1813 рік

### Королівство Пруссія
- Орден Червоного орла
  - 2-го класу
  - великий хрест (1813)
- Орден Чорного орла (1813)

### Ордена іноземних держав
- Військовий орден Марії Терезії, командорський хрест (Австрія) — 1813 рік